# Ganymedes apsteini
Ganymedes apsteini is een soort in de taxonomische indeling van de Myzozoa, een stam van microscopische parasitaire dieren. Het organisme komt uit het geslacht Ganymedes en behoort tot de familie Ganymedidae. Ganymedes apsteini werd in 1972 ontdekt door Theodorides & Desportes.